# Вулизмени
Вулизме́ни (греч. Λίμνη Βουλισμένη) — озеро, расположенное в городе Айос-Николаос на острове Крит. Это одно из двух пресноводных озёр на Крите (второе — Курна).
Озеро имеет форму почти идеального круга диаметром 137 м и глубиной 64 метра в центральной части. С западной стороны озеро окружено скалами, а с восточной — уличными кафе. В 1867—1871 годах был вырыт канал, который соединил озеро с морем. После этого верхние слои озера около 30 метров стали солёные, а нижние остались пресными.
Согласно древнегреческому мифу в этом озере купалась сама богиня Афина. Также существует городская легенда о том, что Вулизмени не имеет дна — это связано с непропорционально большой глубиной озера в сравнении с шириной.
Жак-Ив Кусто приезжал в г. Агиос-Николаос для изучения озера. На дне Вулизмени обнаружены залежи немецкой военной техники времен Второй Мировой войны. Местные жители сбросили их со скалы в озеро как символ освобождения острова Крит от немецких войск.